# Spółgłoska zwarta ejektywna miękkopodniebienna
Spółgłoska zwarta ejektywna miękkopodniebienna – rodzaj dźwięku spółgłoskowego występujący w językach naturalnych. W międzynarodowej transkrypcji fonetycznej IPA oznaczanej symbolem: [kʼ]

## Artykulacja

### Opis
W czasie artykulacji podstawowego wariantu [kʼ]:
- modulowany jest prąd powietrza powstały w wyniku ruchu krtani do góry przy zwartych wiązadłach głosowych, czyli artykulacja tej spółgłoski wymaga inicjacji krtaniowej i egresji,
- tylna część podniebienia miękkiego zamyka dostęp do jamy nosowej, prąd powietrza uchodzi przez jamę ustną
- prąd powietrza w jamie ustnej przepływa ponad całym językiem lub przynajmniej powietrze uchodzi wzdłuż środkowej linii języka
- tylna część grzbietu wznosi się stromo ku podniebieniu miękkiemu, tworząc zwarcie. Dochodzi do całkowitego zablokowania przepływu powietrza przez jamę ustną i nosową. Ruch krtani do góry powoduje wzrost ciśnienia i w efekcie do przerwania utworzonej blokady i wybuchu (plozji)
- pozycja języka i ust może zależeć od kontekstu, w jakim występuje głoska.
- wiązadła głosowe są zwarte i nie drgają periodycznie, spółgłoska ta jest bezdźwięczna

### Warianty
Warianty obejmują typowe dla spółgłoski [k] bardziej lub mniej miękkopodniebienne miejsce artykulacji.

## Przykłady
- w języku czeczeńskim: к1удал / khudal ['kʼudal] – dzbanek
- w języku lakota: k'u [kʼu] – dać